# HK MG4

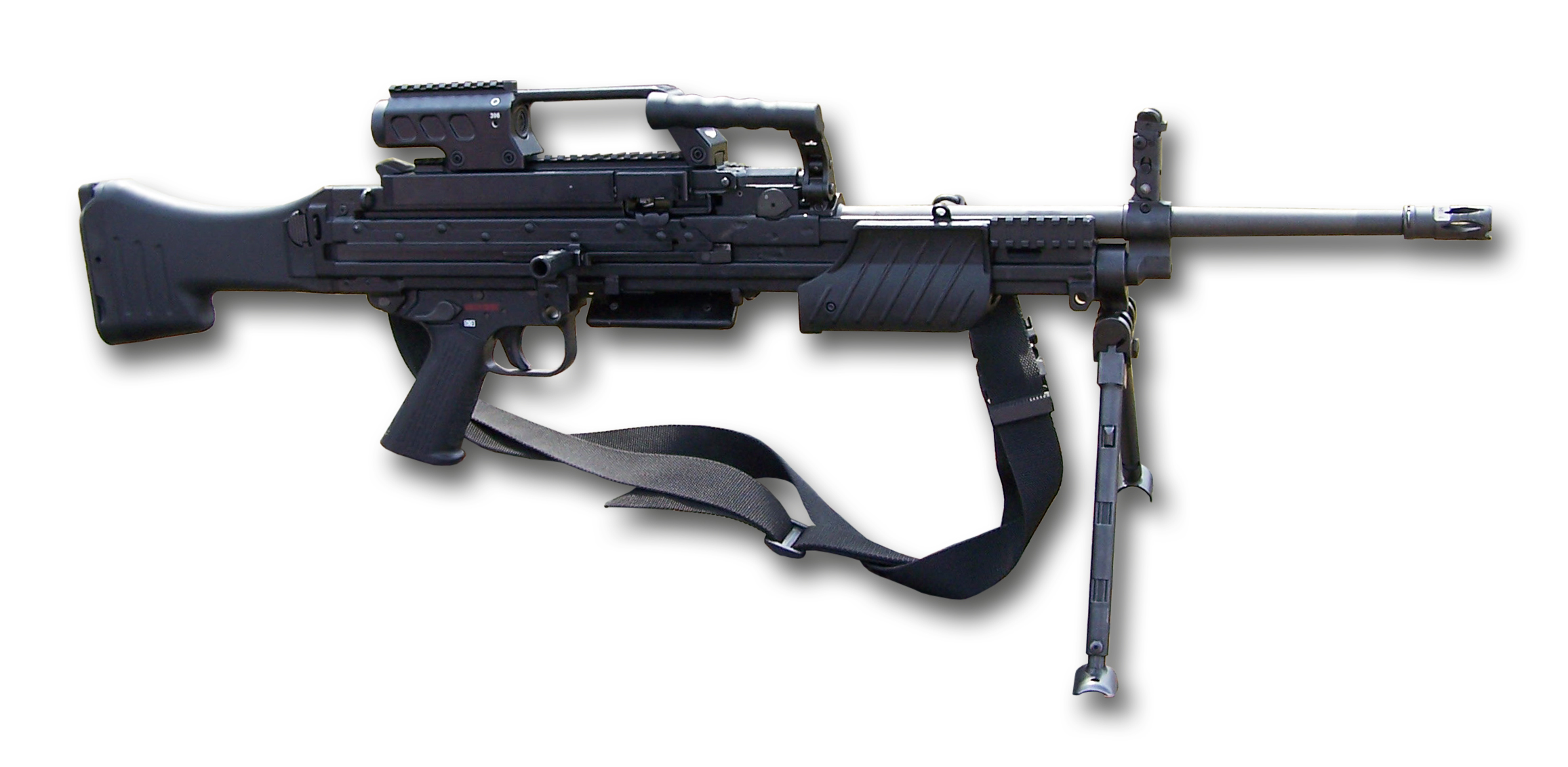
HK MG4 rechte Seite

Das MG4 ist ein leichtes Maschinengewehr und schließt die Lücke zwischen dem Gewehr G36 und dem Universalmaschinengewehr MG5 auf Ebene der Infanteriegruppe der Bundeswehr. Es wurde im Rahmen des IdZ-Programms (Infanterist der Zukunft) von Heckler & Koch entwickelt. Nach diesem Konzept können (wegen des geringeren Gewichts gegenüber dem MG3) Infanteriegruppen statt eines MG-Schützen (MG 1) und eines MG-Truppführers bzw. Beobachters (MG 2) zwei voll bewaffnete MG-Schützen einsetzen. Im August 2024 befindet sich das MG4A3 – die fünfte MG4‑Variante – in der letzten Phase der Beschaffung. Bei dieser ist Ausstattungs-, Handhabungs- und Bedienkonzept an das MG5 angeglichen, insbesondere um im Stress des Feuerkampfes den Waffenwechsel von MG4 auf MG5 für die Schützen zu vereinfachen.     

## Entwicklung
Das MG4 wurde im Jahre 2001 – noch unter der Bezeichnung MG43 – erstmals der Öffentlichkeit vorgestellt. Die Funktionssicherheit wurde unter anderem in Heißwetter- und Staubtests auf dem Yuma Proving Ground in Arizona getestet. Die Waffe war von Anfang der Entwicklung an darauf ausgelegt, unter verschiedenen Bedingungen mit Munition von unterschiedlichen Herstellern zu funktionieren, ohne dass Anpassungen am Gasmechanismus vorgenommen werden müssen. Bei der Entwicklung wurde weiterhin Wert auf geringes Gewicht und leichte Handhabung sowohl für Rechts- als auch für Linksschützen gelegt. Es wurden Sicherungselemente an Verschluss, Rohr und Griffstück hinzugefügt. So verhindern Fangkanten am Verschlussträger die ungewollte Schussabgabe beim Fertigladen und ein durch schadhafte Munition ausgelöstes Weiterschießen der Waffe. Der Verschluss kann zusätzlich durch Hochklappen des Spannhebels gesichert werden. Gegenüber dem MG3, das eine Schiebesicherung besitzt, hat das MG4 wie auch das G36 eine beidseitig angebrachte Drehsicherung am Griffstück.

## Technik
Das MG4 ist ein leichtes Mehrzweckmaschinengewehr mit Gurtzuführung und zuschießendem Verschluss. Die theoretische Feuerrate beträgt in Abhängigkeit von der Version zwischen 775 und 950 Schuss/Minute. Leere Hülsen werden nach unten aus dem Gehäuse ausgestoßen, wahlweise kann der Auswurf auch nach rechts erfolgen. An der Waffe können sowohl standardisierte NATO- als auch US-Munitionskästen angebracht werden. Um die Gesamtlänge der Waffe zu verringern, kann die Schulterstütze nach links abgeklappt werden, wobei die Waffe voll funktionstüchtig bleibt. In der Schulterstütze befindet sich ein Reinigungsset. Ein zusammenklappbares Zweibein kann am vorderen Teil der Waffe angebracht werden. Eine Aufnahme für das US-amerikanische Dreibein M122 ist ebenfalls vorhanden. In der Standardausführung ist die Waffe mit einem mechanischen Visier ausgestattet, das in 100-m-Schritten bis 1000 m eingestellt werden kann. Zur Montage optionaler Visiereinrichtungen ist eine Picatinny-Schiene auf dem Gehäuse angebracht.
Um den Ladezustand schneller zu überprüfen, wurde im Gegensatz zum MG3 eine nach oben hervorstehende mechanische Ladeanzeige am Deckel der Zuführeinheit eingeführt. Befindet sich eine Patrone in der Zuführung, drückt diese einen markierten Hebel nach oben. Die Ladeanzeige kann optisch durch einen roten Punkt abgelesen sowie bei Dunkelheit erfühlt werden. Der ausklappbare Tragegriff wird auch zum Rohrwechsel genutzt, so dass auf Handschuhe zum Hitzeschutz verzichtet werden kann.

## Verwendung
- Albanien – Albanische Streitkräfte
- Deutschland – Bundeswehr[2]
- Malaysia – PASKAL[3][4]
- Portugal[5]
- Spanien – Spanische Streitkräfte[6]
- Ukraine – Ukrainische Streitkräfte (200 Exemplare)[7]